# 김환중
김환중(金桓中, 1982년 9월 11일~ )은 대한민국의 전직 스타크래프트 프로게이머이다. Rage[3.33]이라는 아이디를 사용하며, 종족은 프로토스이다.

## 생애
2000년부터 프로게이머 활동을 시작하였으며 2003년 웅진 스타즈(당시 한빛 스타즈)에 입단하였으나 얼마 후 팀을 나온 뒤, 무소속으로 활동하다가 GO(현 CJ 엔투스)에 입단했다.
대한민국 공군 사병으로 복무한 그는 2007년 1월 31일 공군 전산특기병에 선발되었다.
2009년 4월 17일 공군 ACE 제대 후 원소속팀 하이트 엔투스로 복귀하였다.
2009년 5월 1일 박카스 스타리그 2009예선전에 출전했지만 홍진호한테 지면서 성과를 거두진 못했다.
2009년 8월 4일 사실상 은퇴를 선언하고, 지금은 온게임넷의 옵저버 일을 하고 있다.
또한 2009년 11월 6일부터 2010년 5월 14일까지 《용선생의 매너파일런》, 2010년 1월 29일부터 2011년 7월 6일까지 신애와 진짜 밤샐기세.scx에 출연하였다.

## 수상 경력
- 2000년 8월 게임아이 정기전 8월 우승
- 2000년 8월 iTV 고수를 이겨라 최진우VS김환중 Win
- 2000년 10월 배틀탑 제2회 청강게임피아드 준우승
- 2001년 5월 게임아이 주장원 5월 2주차 우승
- 2001년 8월 배틀탑 정기전 8월 준우승
- 2001년 10월 게임아이 주장원전 10월 1차 준우승
- 2001년 10월 Gembc&Gamax 임팩트오브파워 리그 우승
- 2001년 12월 KTF 2001 국제 게임 챔피온쉽 스타크 부문 5위
- 2003년 5월 스타우트 MSL 16강
- 2003년 9월 TG삼보 MSL 16강
- 2004년 7월 스프리스 MSL 8강
- 2004년 11월 당신은골프왕 MSL 16강
- 2009년 4월 TG삼보 인텔 클래식 시즌3 64강
- 2009년 5월 박카스 스타리그 2009 예선 출전 (36강 진출 좌절)